# Nanoraphidia electroburmica
Nanoraphidia electroburmica là một loài côn trùng trong họ Mesoraphidiidae thuộc bộ Raphidioptera. Loài này được Engel miêu tả năm 2002.